# Översvämningen i Göteborg 2006

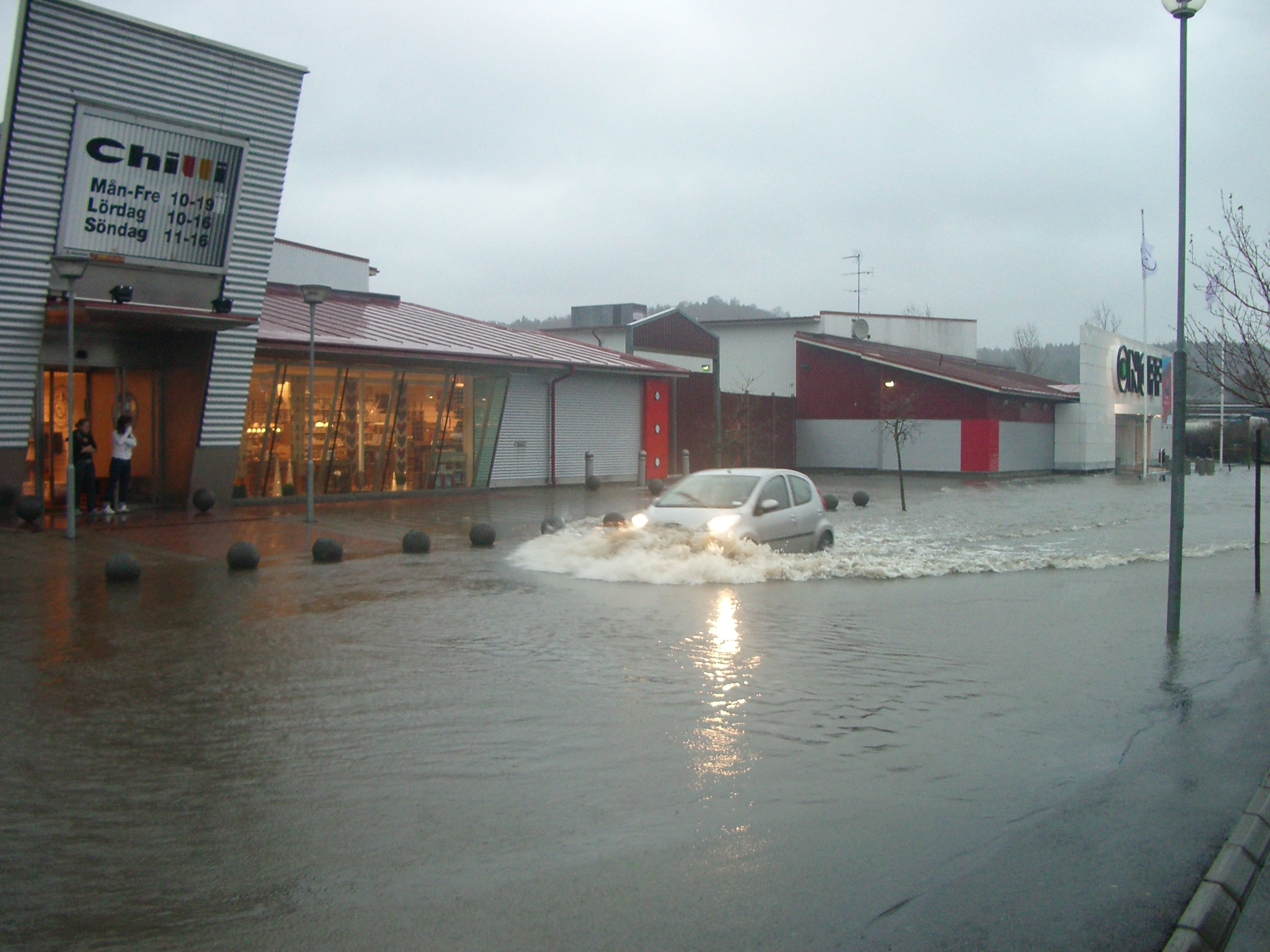
Översvämning mitt i Kållered Köpstad

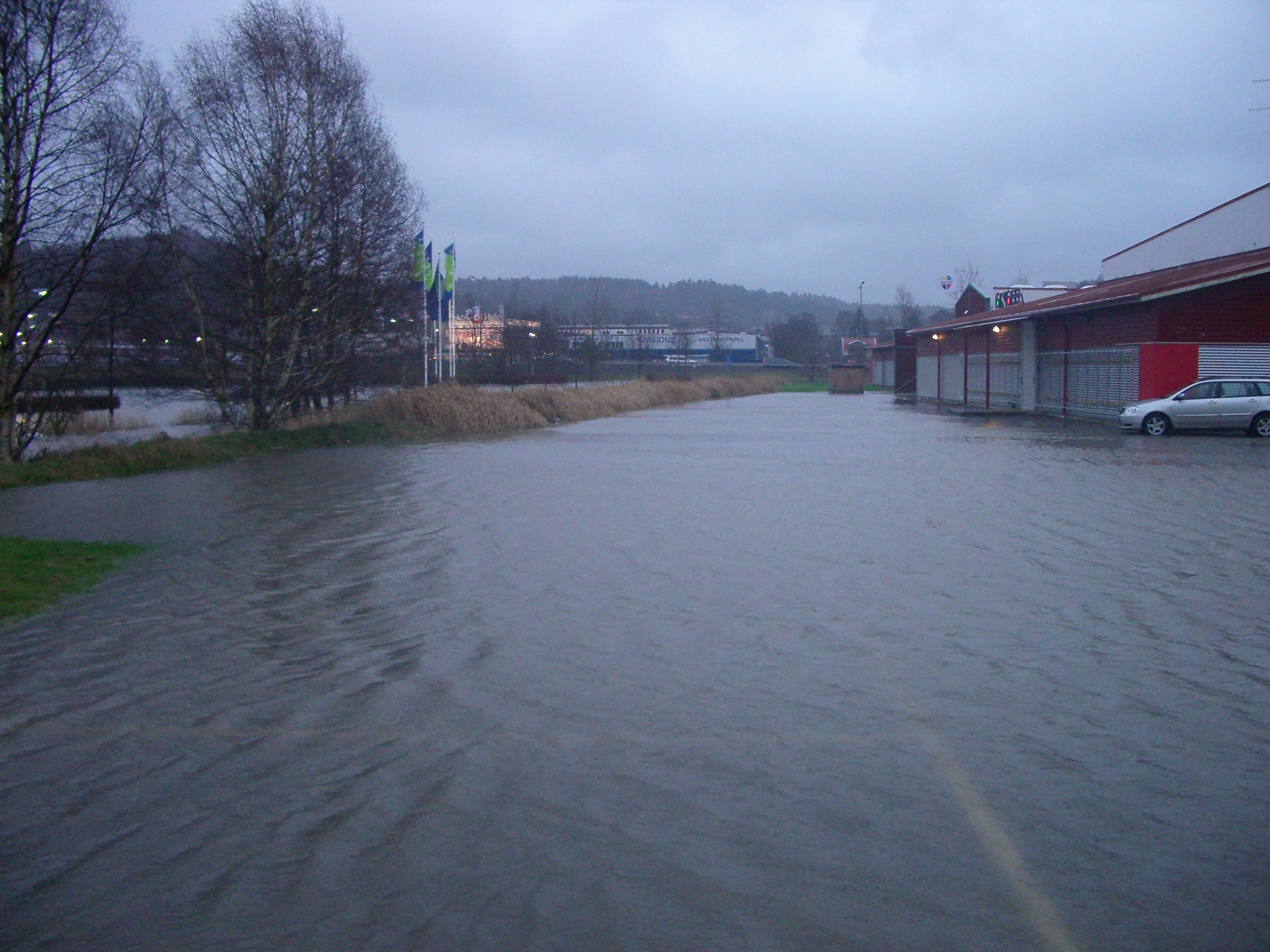
Bäcken mellan butikerna är långt över bräddarna...

Översvämning i Göteborg 2006 under andra halvan av 2006 regnade det ovanligt mycket i västra Götaland. Efter nästan ihållande regn i flera veckor så kom kulmen den 12 december då det redan[när?] hade fallit drygt 300 millimeter regn. Vilket är normalt på två hela månader i vanliga fall. Kållered köpstad stod helt eller delvis under vatten och Mölndalsån var flera meter över sina bräddar ända ifrån Mölndal till mynningen i Göteborg.
I Göteborgsområdet var det främst Härryda, Mölndal, Lerum, Partille och centrala Göteborg som drabbades av omfattande översvämningar från Mölndalsån och Säveån. Men det förekom svåra översvämningar även på andra orter, som Kungsbacka, som översvämmades av Kungsbackaån, Horred av Viskan och Svenljunga och Falkenberg av Ätran. I centrala Göteborg och Mölndal stod mycket av bil- och spårvagntrafiken stilla. Arrangörerna tvingades också att ställa in matchen mellan Gais och Helsingborgs IF på Gamla Ullevi.
Året efter, 2007, utförde man arbeten för att hindra att liknande regnoväder i framtiden skulle ställa till med liknande besvär. Bland annat muddrades och breddades Mölndalsån.